# Cecilia Amenábar
Pour les articles homonymes, voir Amenábar.
María Cecilia Amenábar Granella (née le 5 avril 1971) est une actrice, un mannequin et une artiste chilienne. 

## Profil
Après avoir connu le succès dans une carrière de mannequin, Amenábar refusa la possibilité de devenir animatrice télévisée pour poursuivre d'autres intérêts. Elle travailla devant et derrière la caméra, par exemple comme actrice dans le film Sexo con amor et comme réalisatrice pour plusieurs vidéoclips musicaux.
Depuis 2004, elle fait des apparitions en tant que deejay dans plusieurs boîtes de nuit dans les alentours de Buenos Aires. Puisqu'elle préfère qu'on s'attarde à sa musique plutôt qu'à elle-même, elle demande d'habitude qu'on ferme les lumières pendant ses prestations.
Amenábar fut mariée de 1992 à 2002 au musicien argentin Gustavo Cerati. Ils ont deux enfants: Benito et Lisa.